# Міська дума (Ромни)

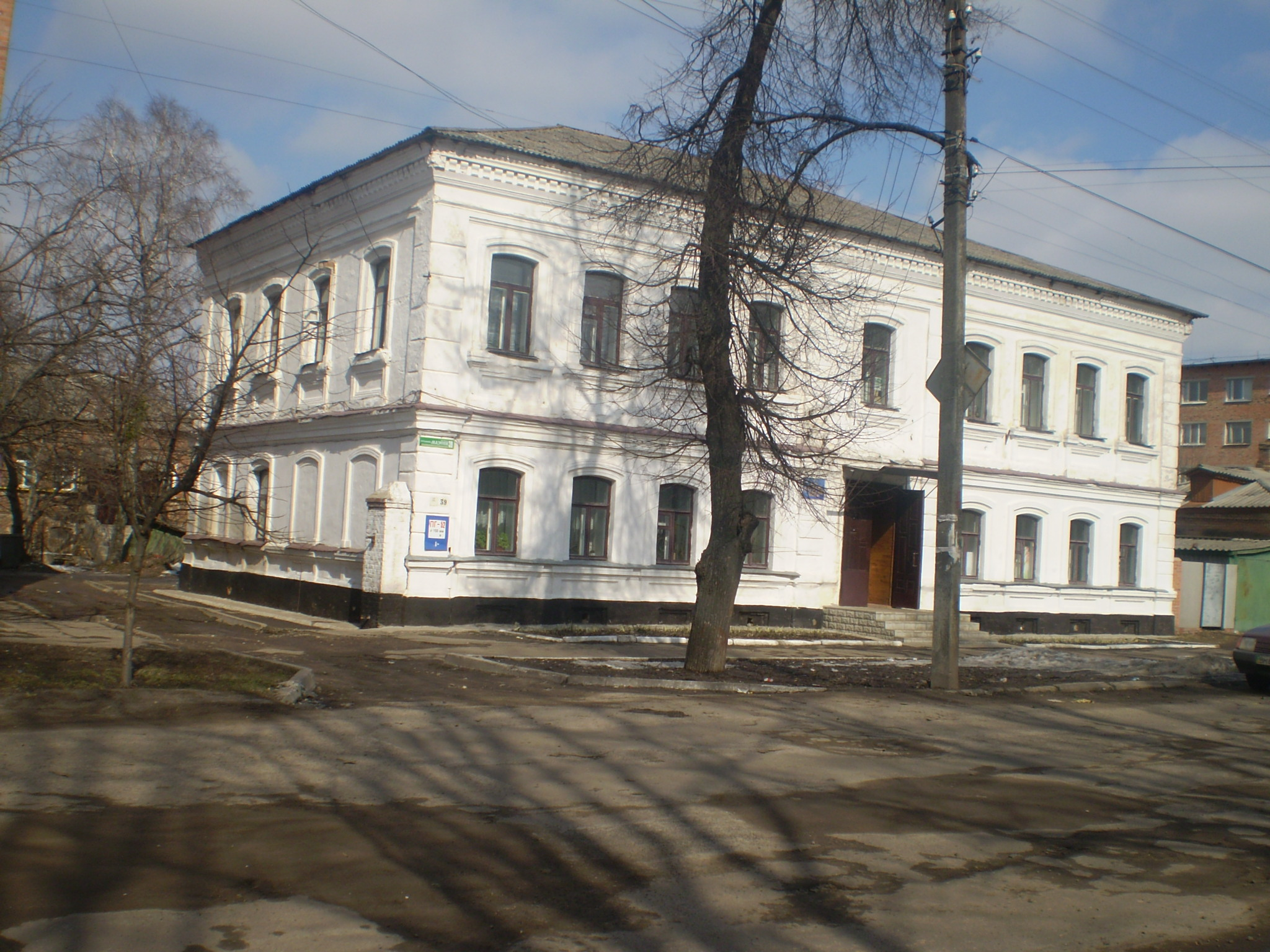
Колишня міська дума в Ромнах. Будинок у 19 столітті називали контрактовим або раутним

Міська дума (Ромни) — пам'ятка архітектури середини 19 століття, колишній контрактовий або раутний будинок по вулиці гетьмана Мазепи, 39 в м. Ромни Сумської області.

## Історичний опис
Історія будинку розпочалась у 1802 році. Якраз тоді малоросійський генерал-губернатор князь Олексій Борисович Куракін відвідав Іллінський ярмарок і повідомив царя Олександра І про винесення торгівлі за межі міста Ромни. Водночас генерал-губернатор розпорядився підготувати новий план міста, який був затверджений у 1803 році. Згідно з цим проєктом було побудовано гостинно-двірську площу. Вона являла собою чотирикутник 238 сажнів у довжину і 150 сажнів у ширину. Торгові ряди були побудовані у цьому чотирикутнику, а по кутках стояли башти. Серед гостинної площі у 1807 році по вулиці Суздальській у середині чотирикутника думою був збудований великий дерев'яний будинок, названий контрактовим або раутним. У ньому розміщались контрактовий відділ та міська Дума. Під час ярмарок там був готель і проводилися торгові операції по закупівлі у місцевих поміщиків тютюну. У 1847 році міська дума знаходилась в будинку тодішнього міського голови Івана Степановича Терновця.
У 1862 виникла велика пожежа і дерев'яна будівля згоріла. Через десять років після пожежі, тобто в 1872 році, замість дерев'яної будівлі була збудована кам'яна споруда. Такою вона збереглася до нашого часу. Перший поверх займали купці, другий — парафіяни.
Після Жовтневої революції у цьому будинку розташувалась квартирна комісія і міська управа. Пізніше у цьому приміщенні знаходився дитячий садок. У роки Великої Вітчизняної війни в будинку була біржа, яка займалася питаннями відправлення міського населення на роботу в Німеччину.
У 1945 році приміщення передали під дитячий будинок, у якому виховувалось 160 дітей. З 1992 року заклад має назву Роменський міський центр позашкільної роботи, в якому працює понад 55 гуртків та інших творчих об'єднань.

## Архітектурні особливості
Двоповерховий будинок симетричної структури збудований у стилі класицизму, якому властива прямолінійність і практичність. Споруда має суворі прямокутні форми. Цегляна конструкція покрита тинькувальним облицюванням. По центру вхідні двері, на два боки по чотири вікна. Всього будинок має понад сорок вікон однакової форми. Над вікнами другого поверху по всьому периметру проходить фриз — орнаментальна стрічкова композиція. Широкі сходи ведуть на другий поверх. Невеликі кімнати, приміщення призначені для проведення ділових зібрань.